# か
か、カは、日本語の音節の一つであり、仮名の1つである。1モーラを形成する。五十音図において第2行第1段（か行あ段）に位置する。清音の他、濁音（が、ガ）を持つ。また、話し手によっては、文節の初め以外で、子音が鼻音化した鼻濁音を用いる。鼻濁音は濁音と意味上の差異は無い。

## 概要

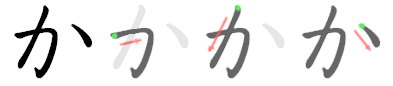
「か」の筆順

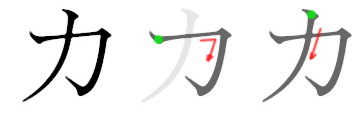
「カ」の筆順

- 現代標準語の音韻: 1子音と1母音「あ」から成る音。子音は、次の通り。
  - 清音 「か」: 舌の後部を口蓋の奥の部分（軟口蓋）に押し当て一旦閉鎖した上で破裂させることで発する。無声。
  - 濁音 「が」: 舌の後部を口蓋の奥の部分（軟口蓋）に押し当て一旦閉鎖した上で破裂させることで発する。有声。
  - 鼻濁音 「か゚」: 鼻に音を抜きながら、舌の後部を口蓋の奥の部分（軟口蓋）に押し当て一旦閉鎖した上で破裂させることで発する。有声。
- 五十音順: 第6位。
- いろは順: 第14位。「わ」の次。「よ」の前。
- 平仮名「か」の字形: 「加」の草体
- 片仮名「カ」の字形: 「加」の部分
- ローマ字
  - か: ka
  - が: ga
- 点字:
- 通話表: 「為替のカ」
- モールス信号: ・－・・
- 手旗信号：8→3

- 変体仮名: 現在の書体が一般的になる前は、変体仮名（可）が圧倒的な割合で使われていた。
- 発音： か[ヘルプ/ファイル]

## か に関わる諸事項
- 片仮名の「カ」は漢字の「力」（ちから）と同形である。「力」を構成要素に持つ「加」という漢字から造られたため。平仮名の「か」も「加」の草書体から造られているため、続け書きによって「加」と同形になる事が多かった。
  - このため、漢字の「加」・「力」との区別から漢字「可」から造られた平仮名（変体仮名）の「」が多用され、「か」・「カ」は1900年の小学校令施行規則施行に伴って標準字体に指定されるまではほとんど普及しなかった。
- 歴史的仮名遣で「くわ（くゎ）」と書くものは、現代仮名遣いでは「か」と書く。一部の地方では、歴史的仮名遣で「くわ」と書いていた「か」を現在でも「くゎ」と発音する。
- 携帯電話利用者の間では、「2」を意味する。数字等のあからさまな表記を避ける場合に用いられる。
- 文法的なことについてはかを参照。
- 香川県旗は片仮名の「カ」を図案化したもの。